# جمعية الزهايمر
جمعية ألزهايمر هي مؤسسة خيرية بريطانية تُعنى برعاية ودعم الأشخاص المصابين بالخرف ومقدمي الرعاية لهم، بالإضافة إلى تمويل الأبحاث المتعلقة بالخرف. تعمل الجمعية في إنجلترا وويلز وأيرلندا الشمالية، بينما تغطي الجمعيات الشقيقة لها، ألزهايمر سكوتلاند وجمعية ألزهايمر في أيرلندا، كلاً من إسكتلندا وجمهورية أيرلندا على التوالي.
على الرغم من اسمها، فإن الجمعية لا تقتصر في خدماتها على الأشخاص المصابين بمرض ألزهايمر فقط، إذ توجد أنواع عديدة من الخرف، وهو مصطلح شامل. من أنواع الخرف: الخرف الوعائي، الخرف مع أجسام ليوي، الخرف الجبهي الصدغي، متلازمة كورساكوف، داء كروتزفيلد جاكوب، الاضطرابات الإدراكية المرتبطة بفيروس نقص المناعة البشرية، الضعف الإدراكي الطفيف، وأسباب نادرة أخرى للخرف.
تُعد الجمعية منظمة تُقدم الدعم للأشخاص المتأثرين بالخرف من خلال خط دعم هاتفي، بالإضافة إلى عاملين مختصين بدعم مرضى الخرف، ومعلومات مطبوعة، ومجتمع إلكتروني يُدعى "نقطة الحوار".
تُموّل جمعية ألزهايمر أبحاث الخرف. في عام ٢٠٢١ / ٢٠٢٢، تم تخصيص ٧ ملايين جنيه إسترليني في ٢٧ منحة بحثية جديدة، وأُنتجت ٣١١ منشورًا جديدًا نتيجة لهذا التمويل.
تعتمد الجمعية على التبرعات الطوعية من الجمهور من خلال حملات جمع التبرعات وأنشطة أخرى. وهي مسجلة كجمعية خيرية تحت الرقم 296645، ومسجلة كشركة محدودة بالضمان في إنجلترا تحت الرقم 2115499. عنوان مكتبها المسجل هو 43-44 كراتشد فرايرز، لندن، EC3N 2AE.
اعتبارًا من عام ٢٠٢٣، تشغل كيت لي منصب الرئيس التنفيذي لجمعية ألزهايمر، خلفًا لـ جيريمي هيوز، الذي غادر المنصب في ٢ آذار ٢٠٢٠.
تأسست الجمعية في عام ١٩٧٩، عقب بث إذاعي حول موضوع مرض ألزهايمر، جمع بين الباحث في طب الشيخوخة البروفيسور غوردون ويلووك ومقدمة الرعاية السابقة كورا فيليبس. في كانون الأول من ذلك العام، كتبت موريلّا فيشر إلى جميع الصحف الوطنية البريطانية عن تجربتها في رعاية زوجها المصاب بخرف مبكر، وقد قامت صحيفة ذا أوبزرفر بتغطية قصتها، مما دفع فيليبس إلى التواصل معها. خلال أسابيع قليلة، أسّس الثلاثي "جمعية مرض ألزهايمر" بهدف رفع الوعي، وتوفير المعلومات للعائلات، وجمع الأموال من أجل الأبحاث.
تشكّلت لجنة توجيهية من مقدمي الرعاية وأخصائيين طبيين، وعُقد الاجتماع العام السنوي الأول في ١٣ أيلول ١٩٨٠، بحضور ٩٨ عضوًا ومؤيدًا. ونُشرت النشرة الإخبارية الأولى في كانون الثاني ١٩٨١. في تلك الفترة، تم توظيف موظف للتنمية، وأُنشئت أولى الفروع في أوكسفورد وبروملي في عامي ١٩٨٠ و١٩٨١ على التوالي. ومن أولى مساهمات الجمعية في البحث العلمي – كما ورد في النشرة الصادرة في كانون الثاني ١٩٨١ – كانت دعوة للتبرع بأنسجة الدماغ لدعم الدراسات البحثية.
خلال ثمانينيات وتسعينيات القرن الماضي، استمرت الجمعية في النمو، حيث أسست لجان تطوعية فروعًا في أنحاء إنجلترا وويلز وأيرلندا الشمالية. وفي الاجتماع العام السنوي لعام ١٩٩٩، وافق أعضاء الجمعية على تغيير الاسم إلى "جمعية ألزهايمر".
بحلول عام ٢٠٠٣، بلغ حجم أعمال الجمعية ٣٠ مليون جنيه إسترليني، مع أكثر من ٢٣٠ فرعًا عبر إنجلترا وويلز وأيرلندا الشمالية. وفي عام ٢٠٠٩ / ٢٠١٠، ارتفع دخل الجمعية إلى ٥٨,٧ مليون جنيه إسترليني، وكانت تمتلك (حتى عام ٢٠١٢) شبكة تضم أكثر من ٢٠٠٠ خدمة.
وبحلول عام ٢٠١٩، بلغ دخل الجمعية ١٠٧ ملايين جنيه إسترليني، منها ٨٠ مليونًا جاءت من تبرعات الجمهور.
ووفقًا للبيانات المالية للسنة المنتهية في ٣١ آذار ٢٠٢٢، بلغ إجمالي دخل الجمعية أكثر من ١١٦ مليون جنيه إسترليني، منها نحو ٨٩ مليونًا من التبرعات والوصايا.
تم تقديم موعد تعيين كيت لي في عام ٢٠٢٠ بستة أسابيع، عقب مزاعم نشرتها ذا غارديان بأن الرئيس التنفيذي المنتهية ولايته، جيريمي هيوز، كان يتنمّر على الموظفين. وفي أيار ٢٠٢٠، أفادت مجلة ثيرد سكتر أن هيئة الرقابة "مفوضية الجمعيات الخيرية" وجدت أن الجمعية "تصرفت بما يتماشى مع واجباتها القانونية"، حيث لم تُثبت مزاعم دفع ٧٥٠,٠٠٠ جنيه إسترليني بموجب اتفاقيات عدم الإفصاح، وكان بإمكان الموظفين الإبلاغ عن السلوك غير اللائق. وعلّقت ذا غارديان على النتيجة بقولها إن المفوضية اعترفت بعدم تحقيقها بشكل ملائم في الشكوى الأصلية عام ٢٠١٨ أو الاستماع إلى المشتكين، في حين صرّح رئيس مجلس أمناء جمعية ألزهايمر، ستيفن هيل، بأن الجمعية ترغب في ضمان أفضل الممارسات وقد راجعت إجراءاتها.

## الأنشطة
تركز أنشطة الجمعية بشكل أساسي على تحسين الرعاية وحياة الأشخاص الذين يعيشون مع الخرف، بخلاف جمعيات خيرية أخرى مثل ألزهايمر ريسيرتش يو كيه، التي توجد بالدرجة الأولى لتمويل مشاريع الأبحاث الهادفة إلى إيجاد علاجات أو أدوية.

## الأنشطة المحلية
تنظم جمعية ألزهايمر وتقدم مجموعات نشاط وبرامج دعم محلية. وتشمل هذه الأنشطة مثل "الغناء من أجل الدماغ"، المصممة لتعزيز التواصل والتنشيط من خلال الغناء، ومقاهي الخرف، التي توفر بيئة مريحة للحديث عن التحديات المتعلقة بالعيش مع الخرف.

## المعلومات
توفر الجمعية المعلومات والدعم للأشخاص المصابين بالخرف ومقدمي الرعاية لهم عبر الهاتف وعبر الإنترنت، بما في ذلك نشرات معلومات يمكن تحميلها.
كما توفر الجمعية معلومات للعاملين في مجال الصحة والرعاية لمساعدتهم في تقديم الرعاية للأشخاص المصابين بالخرف.

## الحملات
تنظم الجمعية حملات من أجل حقوق الأشخاص المصابين بالخرف ومقدمي الرعاية لهم، بما في ذلك الضغط لتغيير السياسات الحكومية.
كما تُدير حملات توعوية موجهة للجمهور لرفع الوعي بالخرف وتحديات رعاية المصابين به، بما في ذلك الفيديو الحائز على جائزة "هذا ليس مجرد كِبَر في السن، بل مرض"، الذي يهدف إلى تغيير نظرة الناس نحو تشخيص المرض، وحملة "الثلث المنسي" بالتعاون مع منتخب إنجلترا لكرة القدم للسيدات، لتسليط الضوء على احتمالية الإصابة بالخرف.

## الأبحاث والتكنولوجيا
تطوّر الجمعية التكنولوجيا لدعم التوعية وتحسين الرعاية، مثل تطبيق "خريطة الدماغ" على هواتف آيفون عام ٢٠١١ لنشر الوعي حول الخرف.
وتُدير برنامج تسريع، يقدم منحًا ودعمًا للأشخاص الذين يطورون منتجات وخدمات لدعم من يعيشون مع الخرف، بما في ذلك إطلاق منتجات مثل سيب ستار، وهي بطاقة خصم مصممة خصيصًا، وسمارت سوكس، المصممة لتتبع علامات التوتر وتنبيه مقدمي الرعاية، وحلوى جيلي دروبس، التي توفر ترطيبًا سهلاً.
كما تُعد الجمعية واحدة من ثلاثة ممولين مؤسسين لـ معهد المملكة المتحدة لأبحاث الخرف، وهو استثمار مشترك بقيمة ٢٩٠ مليون جنيه إسترليني مع مجلس البحوث الطبية وألزهايمر ريسيرتش يو كيه.
تُموّل جمعية ألزهايمر الأبحاث المتعلقة بالخرف منذ أكثر من ٣٠ عامًا، وتقدم دعمًا ماليًا لأبحاث تركّز على تطوير الرعاية والدعم المتاحين لمن يعيشون مع الخرف، وتحسين التشخيصات، واكتشاف العلاجات.
كما تدعم الجمعية الباحثين من خلال "مركز معرفة الخرف"، وهو فهرس إلكتروني يضم ١٣,٠٠٠ مادة متخصصة بالخرف.

## الانتقادات

### الأبحاث على الحيوانات
في عام ٢٠١١، تحدّت منظمة أنيمال إيد أربع جمعيات خيرية تُركّز عليها حملتها "ضحايا العمل الخيري" — وهي كانسر ريسيرتش يو كيه، والمؤسسة البريطانية للقلب، وباركنسونز يو كيه، وجمعية ألزهايمر — إلى مناظرة علنية حول القضايا العلمية والأخلاقية المتعلقة بتمويلها لتجارب على الحيوانات.
وفي عام ٢٠٢٠، أشارت منظمة بيتا إلى أن تمويل جمعية ألزهايمر لأبحاث تستخدم التجارب على الحيوانات لا يكتسب أهمية فيما يخص مرض دماغي بشري، وأثنت على تأسيس الجمعية لمبادرة "أدمغة من أجل أبحاث الخرف"، حيث يمكن للناس التعهّد بالتبرع بأدمغتهم بعد وفاتهم.
وقد صرّحت جمعية ألزهايمر سابقًا بأنها تدعم استخدام الحيوانات في الأبحاث الطبية، وترى أن البحث على الحيوانات ساهم في التقدّم في مجالات اللقاحات والأدوية والتقنيات الجراحية وفهم أفضل لبيولوجيا الأمراض والحالات الطبية، بما في ذلك مرض ألزهايمر والخرف. لكنها أشارت أيضًا إلى القضايا الأخلاقية المرتبطة، وأكدت أن الحيوانات يجب أن تُستخدم في ظروف محدودة، ويجب معاملتها بإنسانية، وينبغي اعتماد تقنيات بديلة متى أمكن ذلك.

## إغلاق الفروع المحلية
واجهت الجمعية انتقادات بأنها أصبحت مركزية للغاية، وتعرضت لاحتجاجات من الأعضاء بعد إعلانها في عام ٢٠١٠ عن إغلاق جميع فروعها المحلية البالغ عددها ٢٤٠ فرعًا، وإعادة هيكلتها إلى ٤٩ مركزًا إقليميًا.
وأشار تحقيق قاده آلان فاولر، الرئيس السابق لفرع الجمعية في وينشستر، إلى أن الجمعية ضلّلت لجان الفروع خلال عملية إعادة الهيكلة ولم تقم بمشاورتهم بصورة مجدية.

## انظر ايضاً
1. ألزهايمر ريسيرتش يو كيه
2. دِمنشيا يو كيه

## الروابط الخارجبة
- الموقع الرسمي
- Charity Commission. جمعية الزهايمر, registered charity no. 296645.